# Amphipyra melaleuca
Amphipyra melaleuca är en fjärilsart som beskrevs av Lenz 1927. Amphipyra melaleuca ingår i släktet Amphipyra och familjen nattflyn. Inga underarter finns listade i Catalogue of Life.